# Crinotarsus
Crinotarsus is een kevergeslacht uit de familie van de boktorren (Cerambycidae). De wetenschappelijke naam van het geslacht werd voor het eerst geldig gepubliceerd in 1853 door Blanchard.

## Soorten
Crinotarsus omvat de volgende soorten:
- Crinotarsus plagiatus Blanchard, 1853
- Crinotarsus sulcatus Breuning, 1947